# Pai Antonio de Oxumarê
Antônio Manuel Bonfim (1879 - 16 de junho de 1926) - Antônio de Oxumarê - Conhecido como Cobra Encantada, em alguns momentos também denominado de Antônio das Cobras - Nasceu em 1879, aos 7 anos, em 1886 é iniciado por Babá Talabi. Em 1904, aos 25 anos, assumiu a liderança da Casa de Oxumarê, um dos terreiros mais antigos de Salvador. Aos 45 anos, em 16 de junho de 1926, falece. Administrou a casa por 22 anos. Em seu lugar assumiu  Mãe Cotinha de Ieuá. 
Alvo constante de perseguições, Antônio de Oxumarê, o Cobra Encantada, resolve transferir o Axé  de lugar e muda a Casa da Rua da Lama para o antigo bairro da Mata Escura, atual Federação, fixando raízes até os dias atuais. 